# Pristomerus minutus
Pristomerus minutus là một loài tò vò trong họ Ichneumonidae.